# Gaspard Dughet

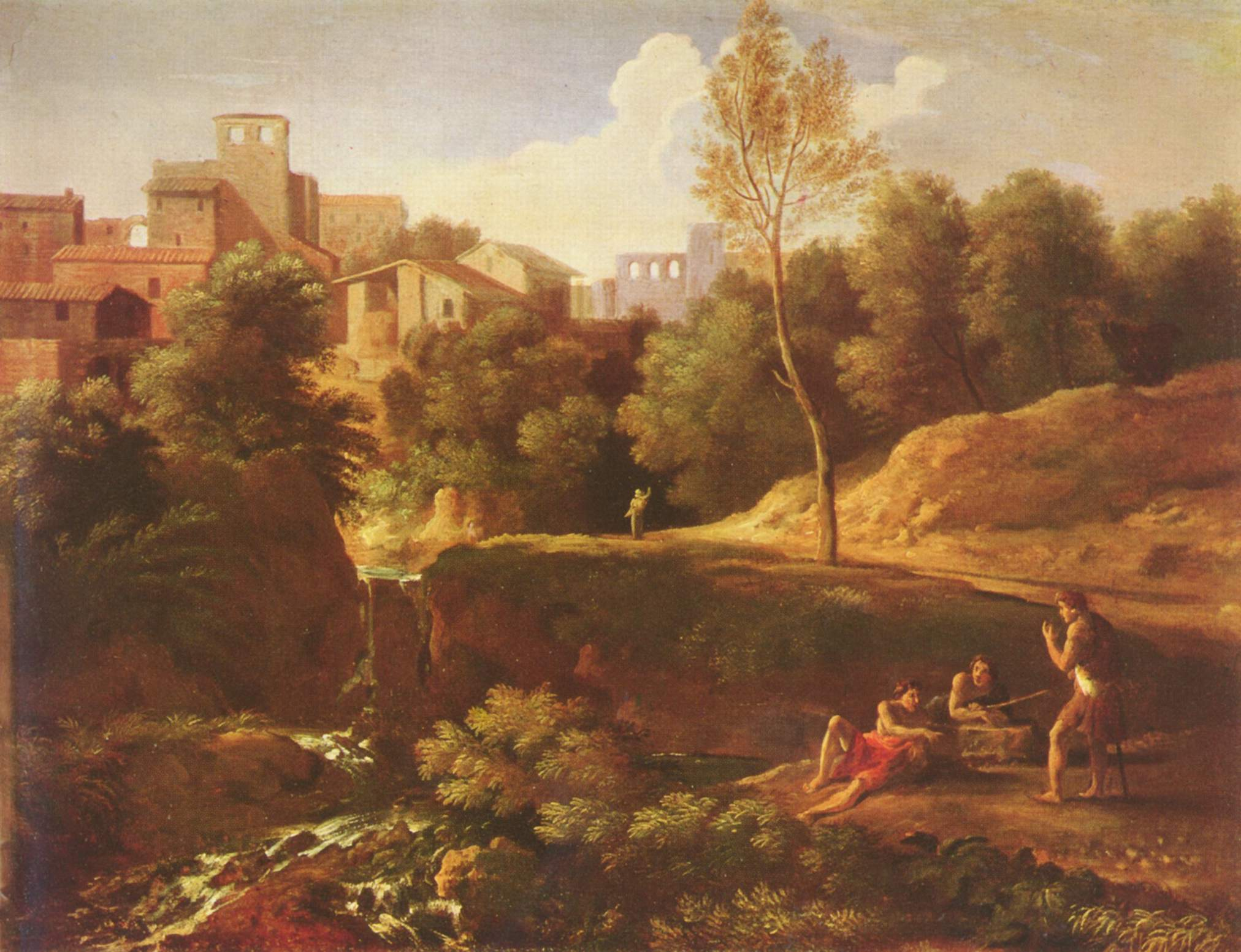
Landskapsmålning av Dughet, målad omkring 1650-1660.

Gaspard Dughet, född 15 juni 1615 i Rom, död 27 maj 1675 i Rom, var en fransk konstnär.
Dughet kallades även Poussin efter sin lärare och svåger Nicolas Poussin, eller Le Guaspre. Han föddes av franska föräldrar och levde i Rom. Han lärdes upp till landskapsmålare och målade klassiska landskap i sin lärares stil, om än med stegrade dekorativa och dramatiska effekter. Han fick många beställningar och studerade italiensk natur under många resor i landet. Stilen i hans landskap är klassisk som hos läraren, och staffaget, som ofta målades av konstnärsvänner, är oftast av kristen eller mytologisk karaktär. Han målade landskap i olja, i tempera och även alfresko.
Bland hans fresker märks de i Palazzo Colonna i Rom. Med stafflibilder är han rikt företrädd i romerska palats såsom Palazzo Doria och Palazzo Colonna, samt i Wien.